# 約翰·盧文
約翰·盧文（英語：John Romer，1920年—1982年），英國出生，香港著名外籍業餘爬蟲類與兩棲類動物學家，求學期間專攻動物學，曾在西非洲及印度遊歷，累積了豐富的爬蟲類與兩棲類研究經驗。二次大戰期間曾服役於英國陸軍，1947年來到香港任防治蟲鼠主任一職，自此時開始，他醉心研究香港的兩棲及爬行動物和蝙蝠等，對於香港的蝙蝠研究來說，最早便是由盧文開始的。
1952年在香港南丫島一山洞發現新物種，命名為盧文氏樹蛙，惟發現這一新物種的山洞，在1953年倒塌，到1984年盧文去世後才又被重新發現，盧文生前慨嘆此新種可能已經滅絕了。
盧文在香港開展了長達三十二載的研究生涯，曾發現了四個新種及近廿種香港兩棲及爬行動物。
他於1980年時退休返回英國，本來計劃編寫香港兩棲及爬行動物研究的回憶錄，但身患癌症而未能如願，1982年因脊柱轉移性腫瘤（脊柱癌）與世長辭，享年六十二歲。